# Hybe
Hybe (in ungherese Hibbe, in tedesco Geib) è un comune della Slovacchia facente parte del distretto di Liptovský Mikuláš, nella regione di Žilina.
Ha dato i natali allo scrittore e scenografo Peter Jaroš.

## Galleria d'immagini

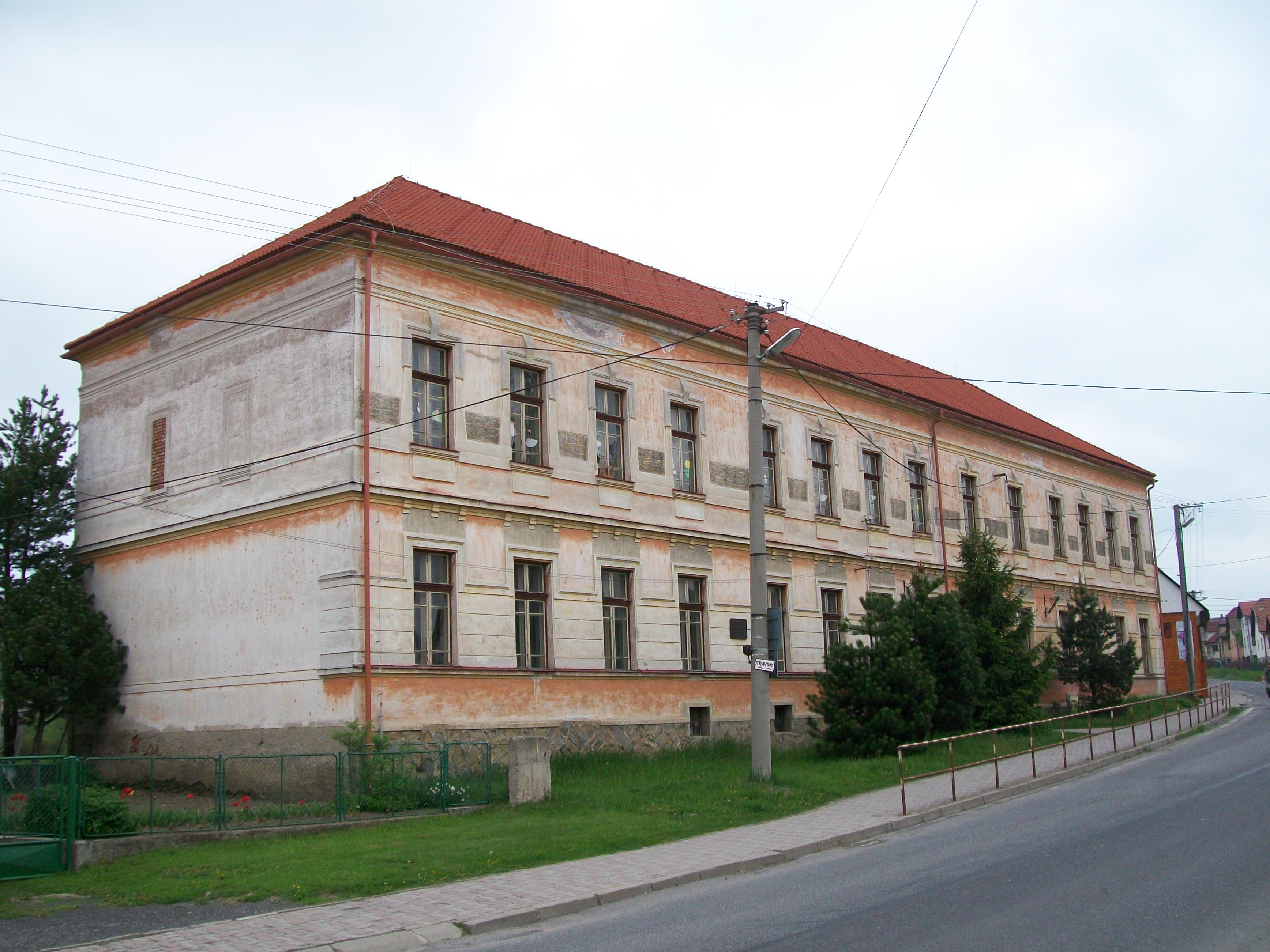
Quo vadis
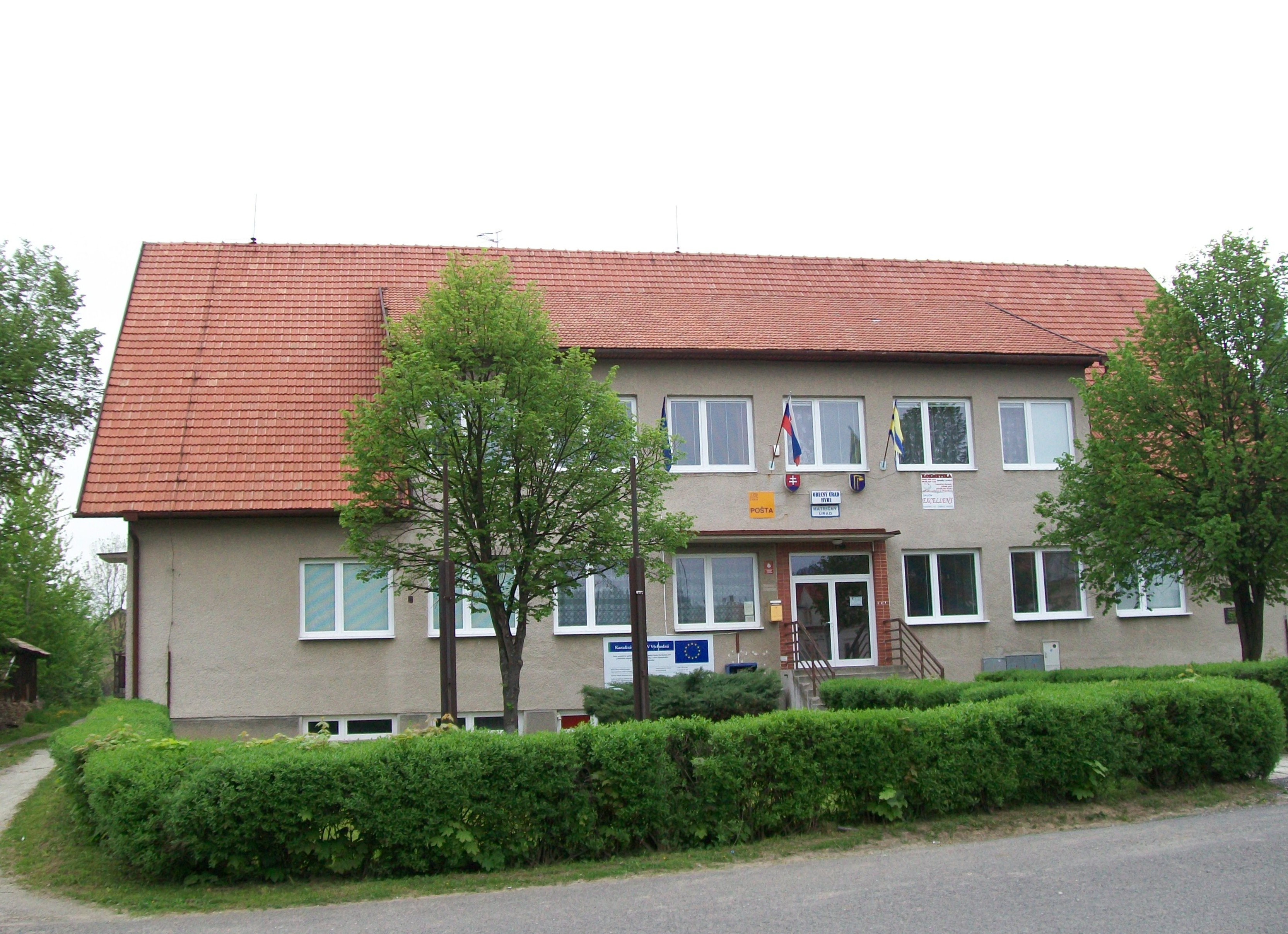
Ufficio municipale
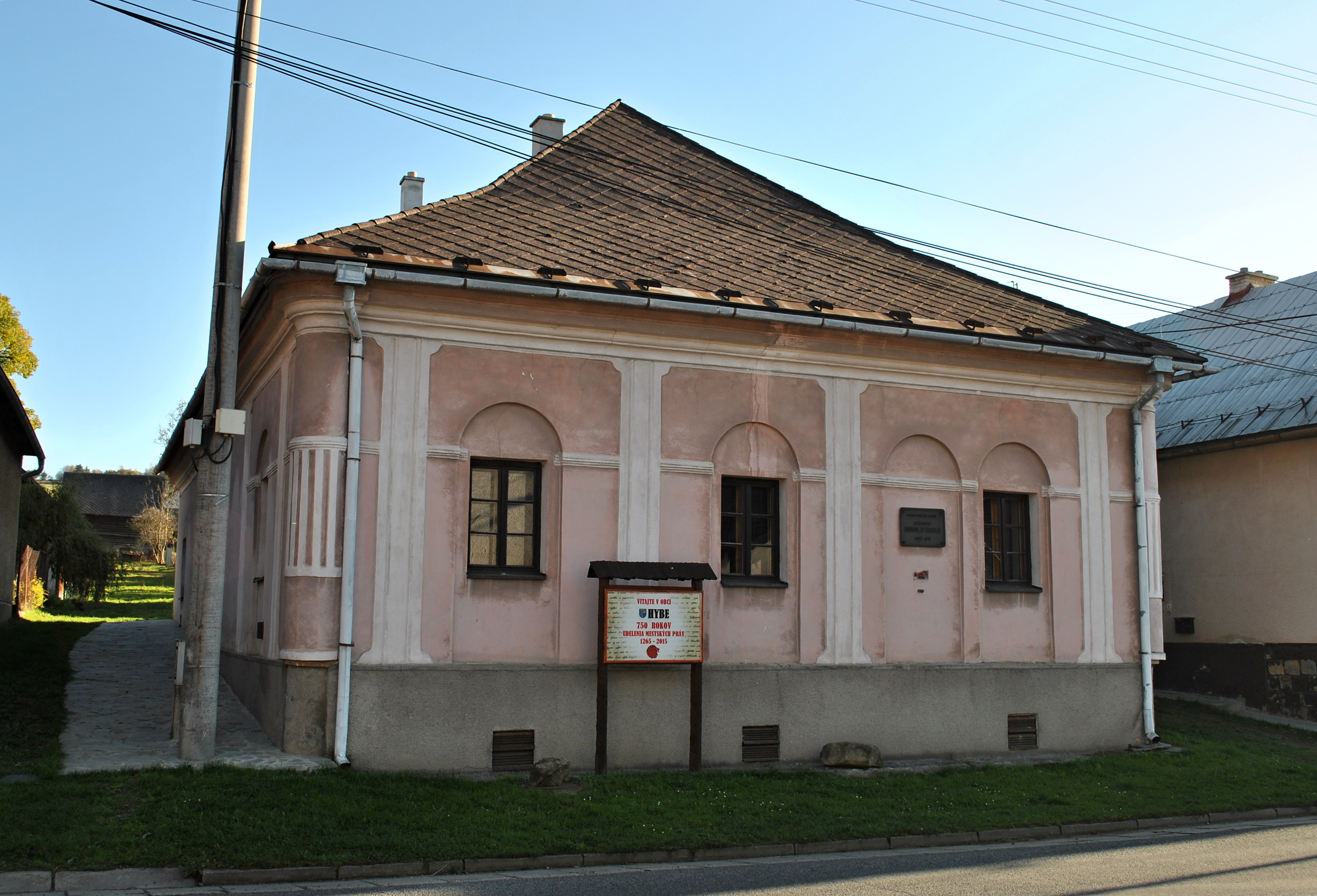
Casa della memoria di D. Chrobák
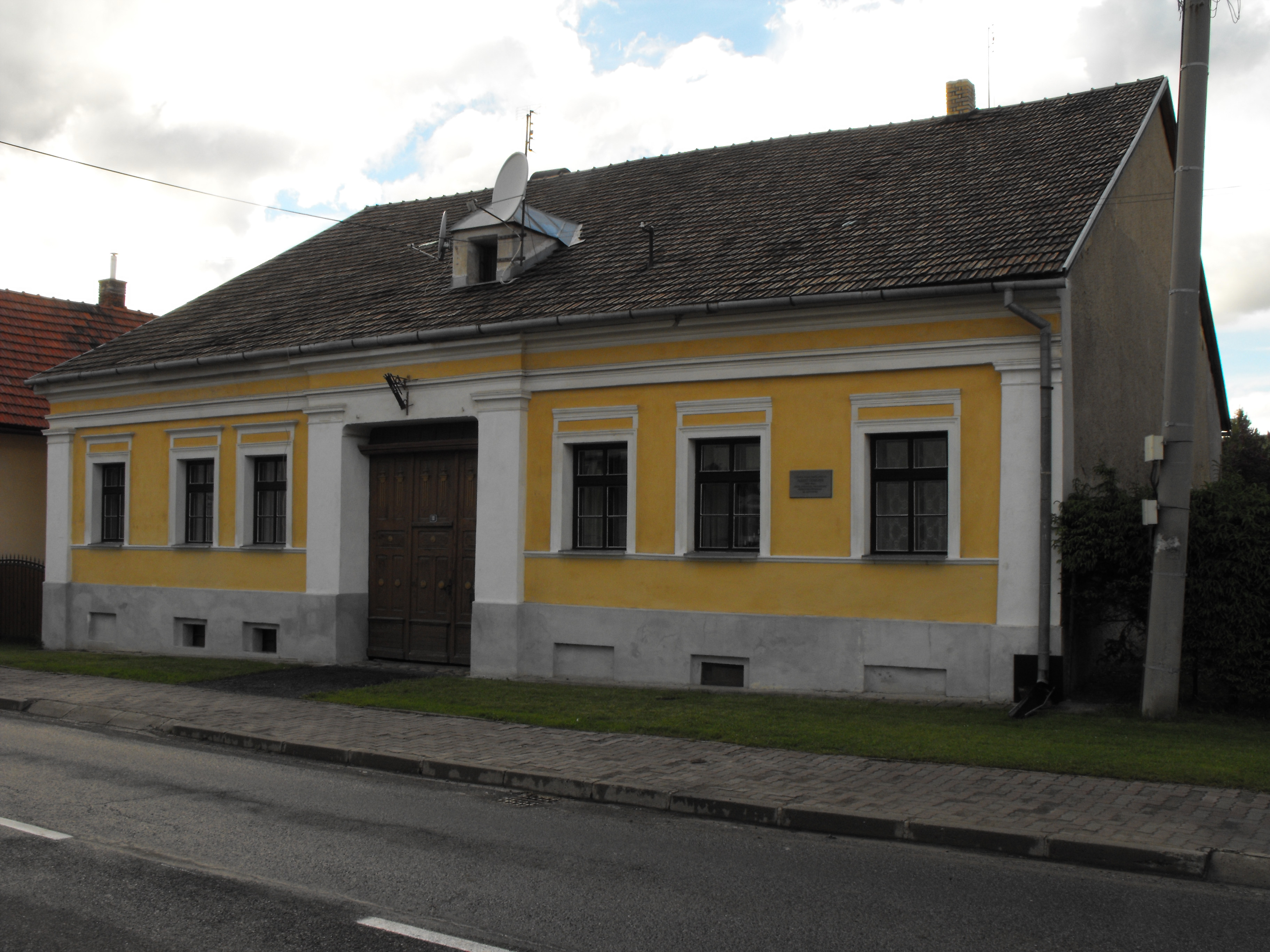
Casa di Albert Škarvan
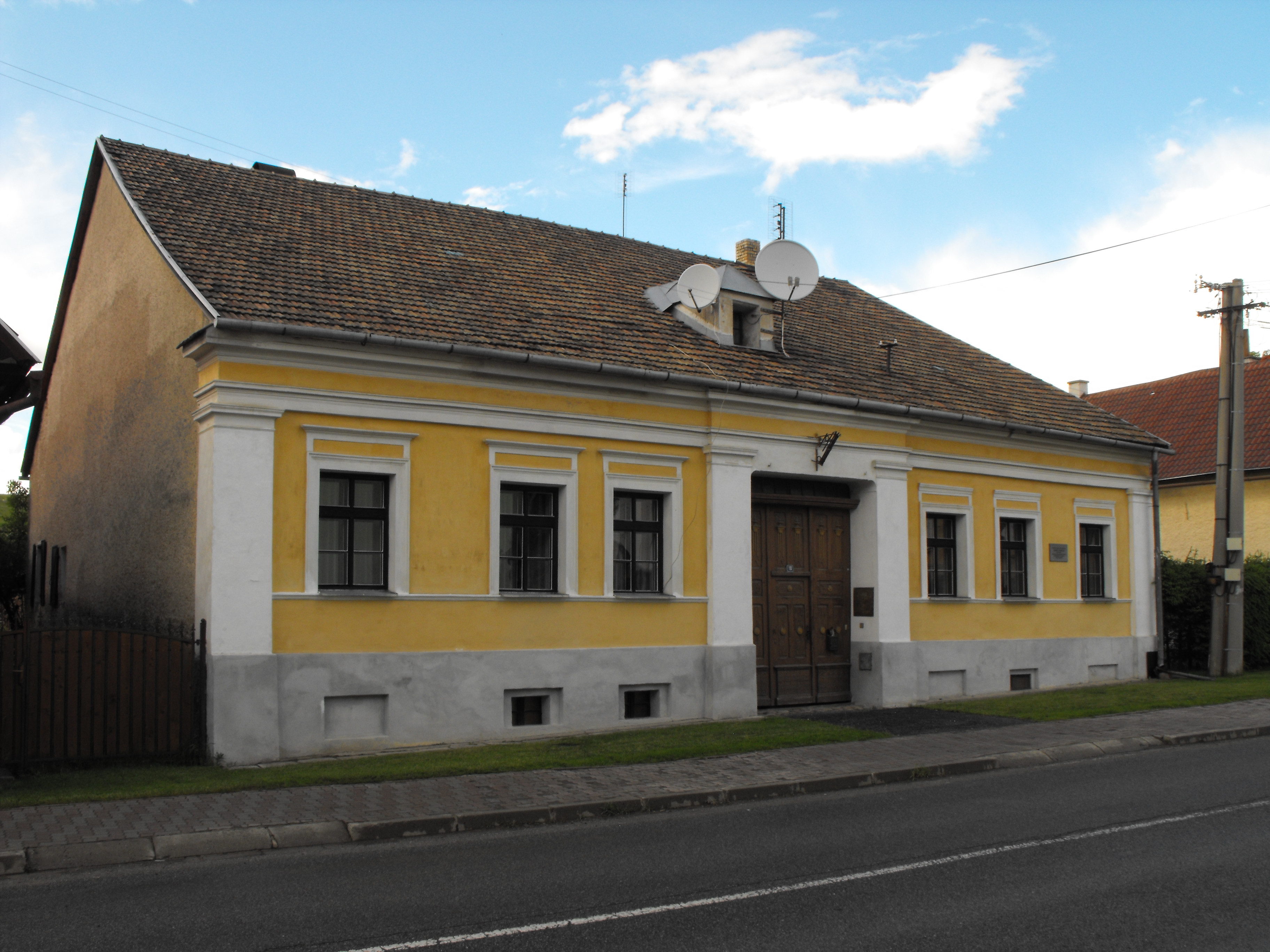
Casa di Albert Škarvan
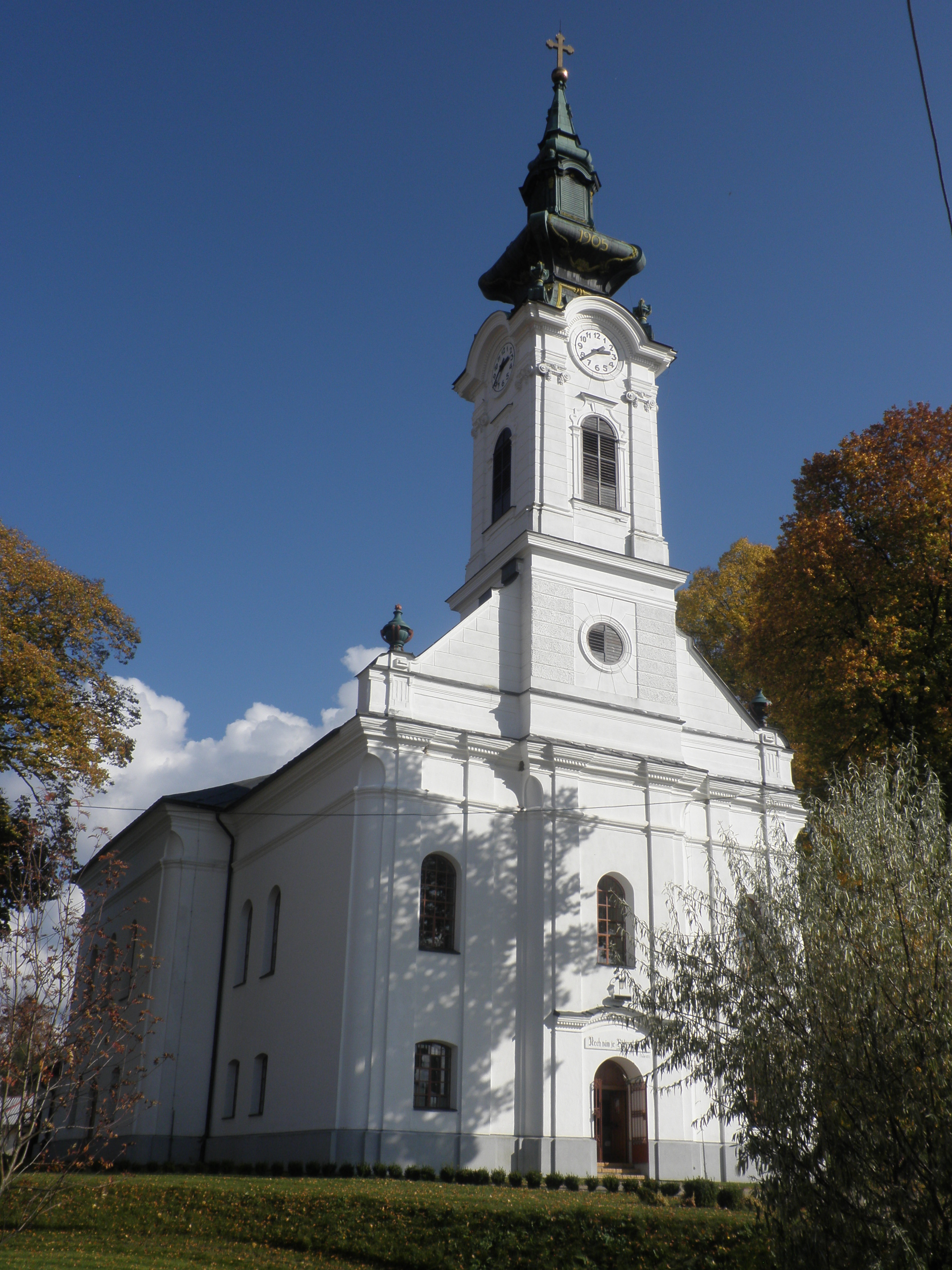
Chiesa evangelica
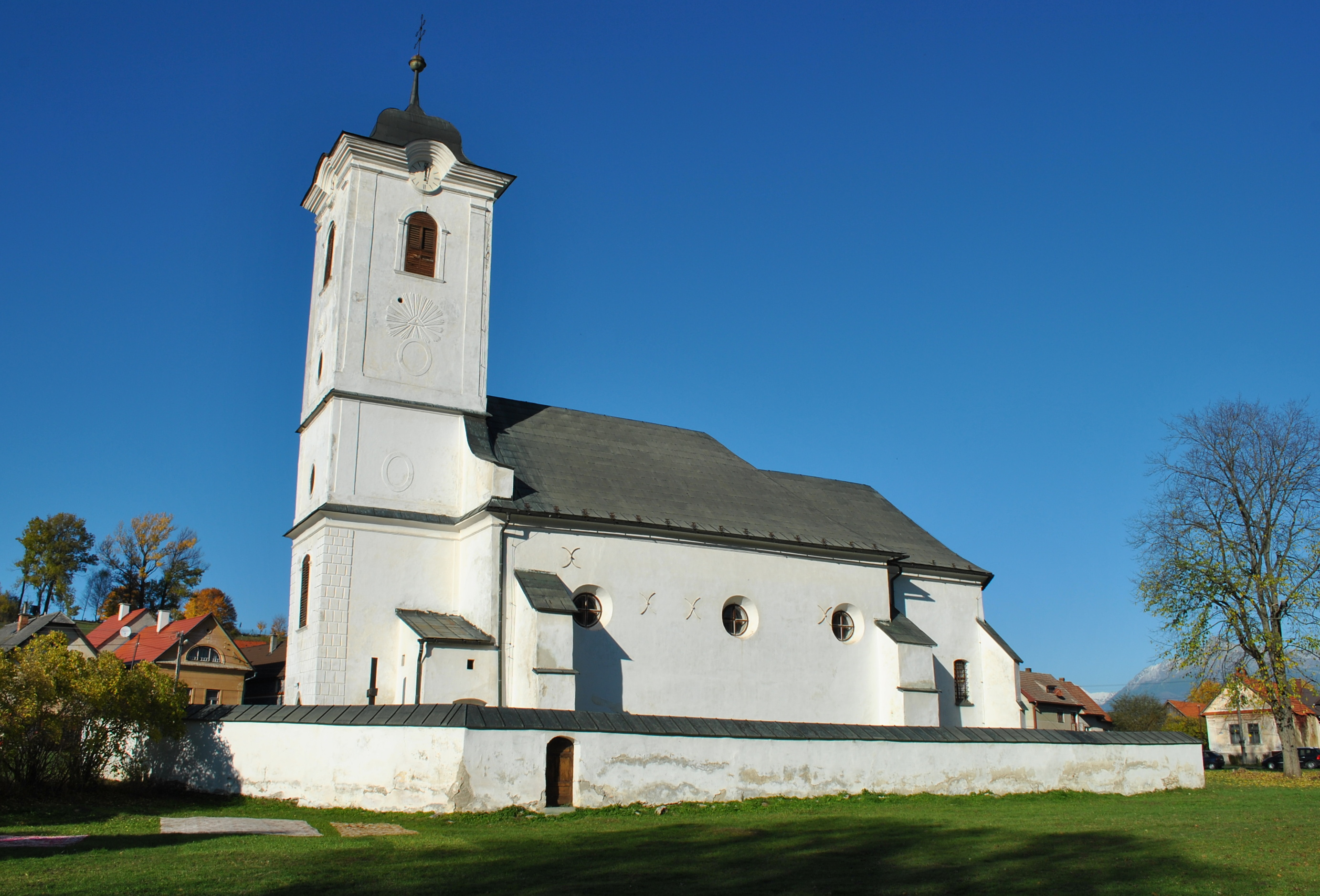
Roma Chiesa cattolica di tutti i Santi

### Piastre di memoria

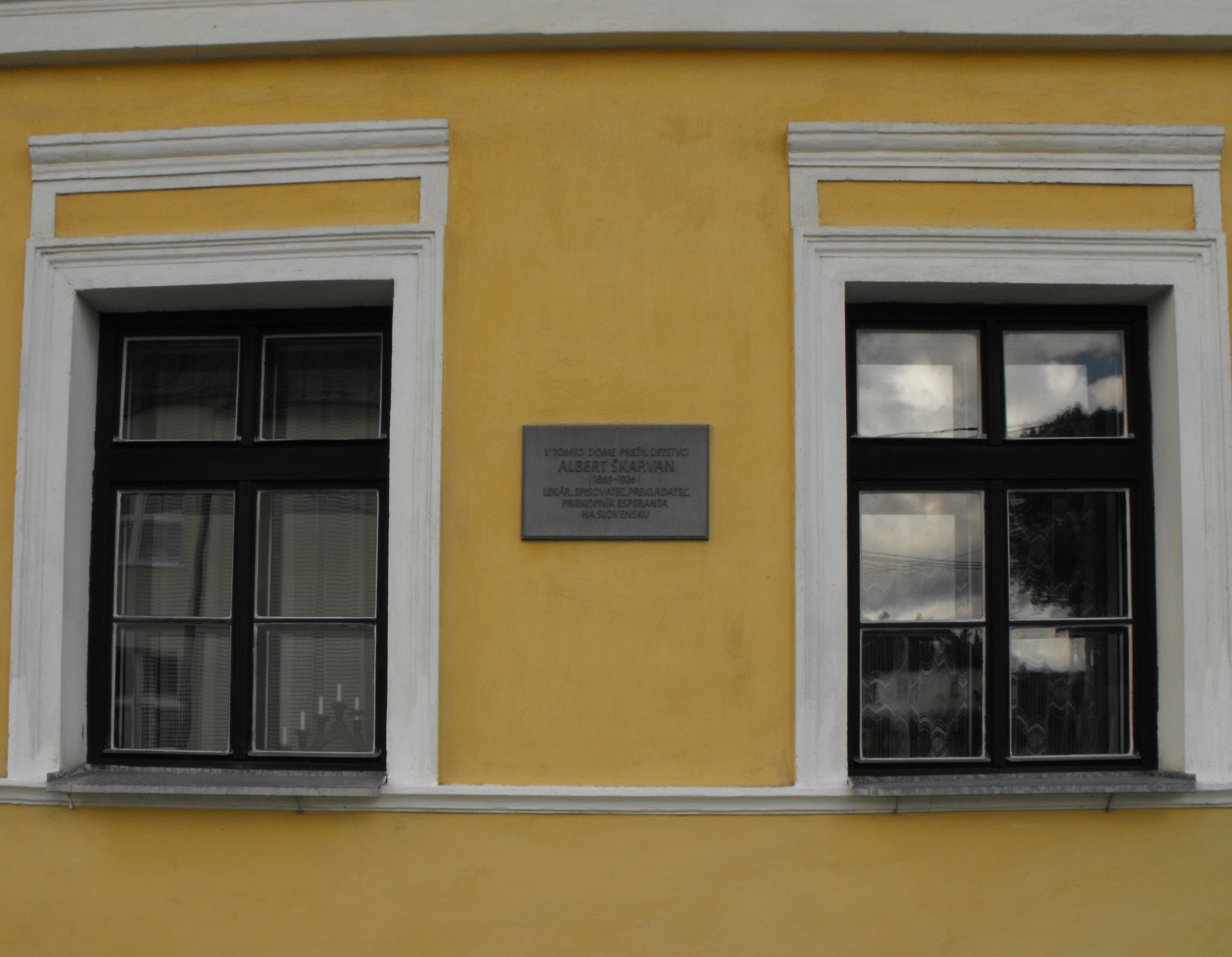
Albert Škarvan
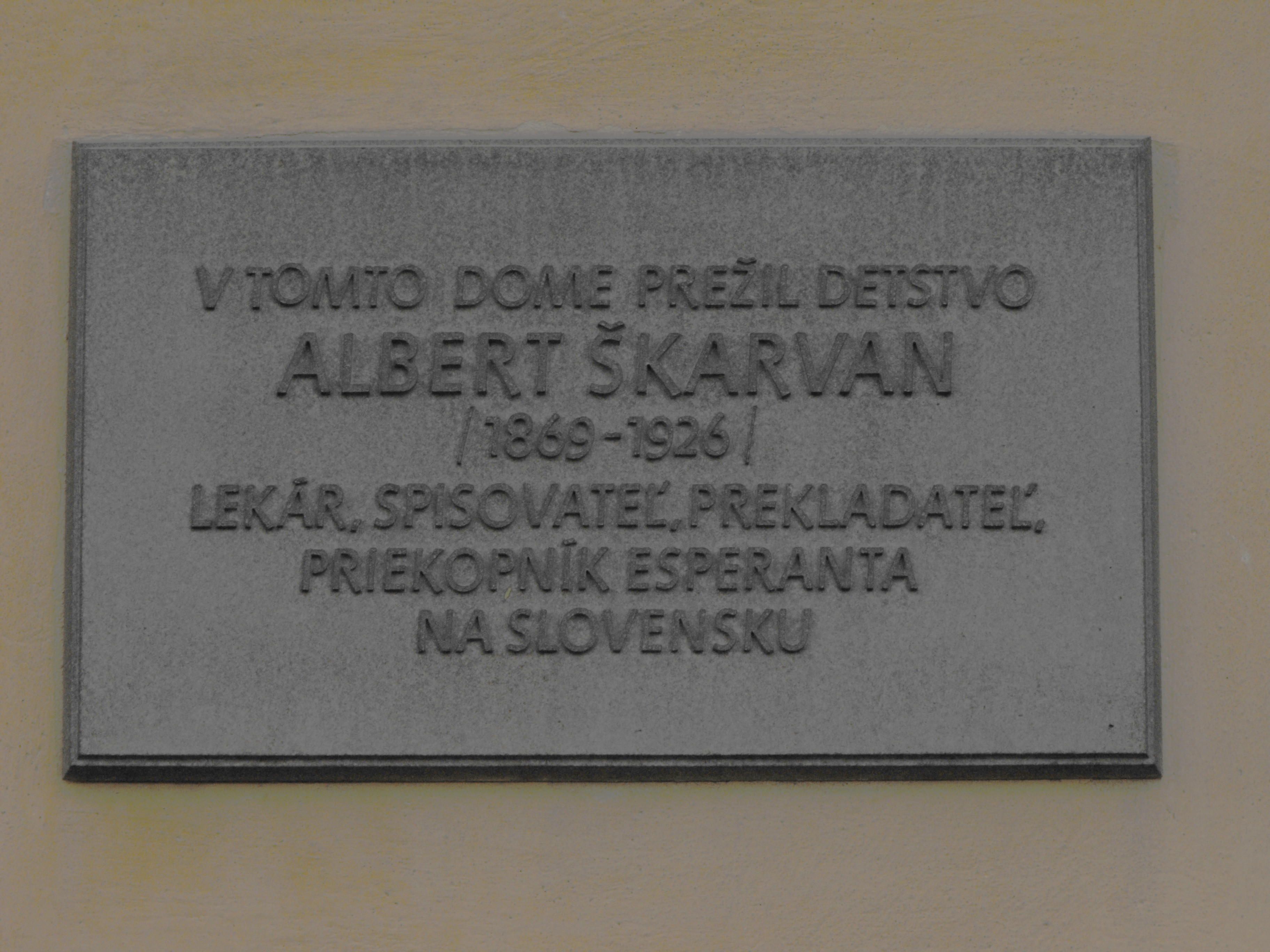
Albert Škarvan
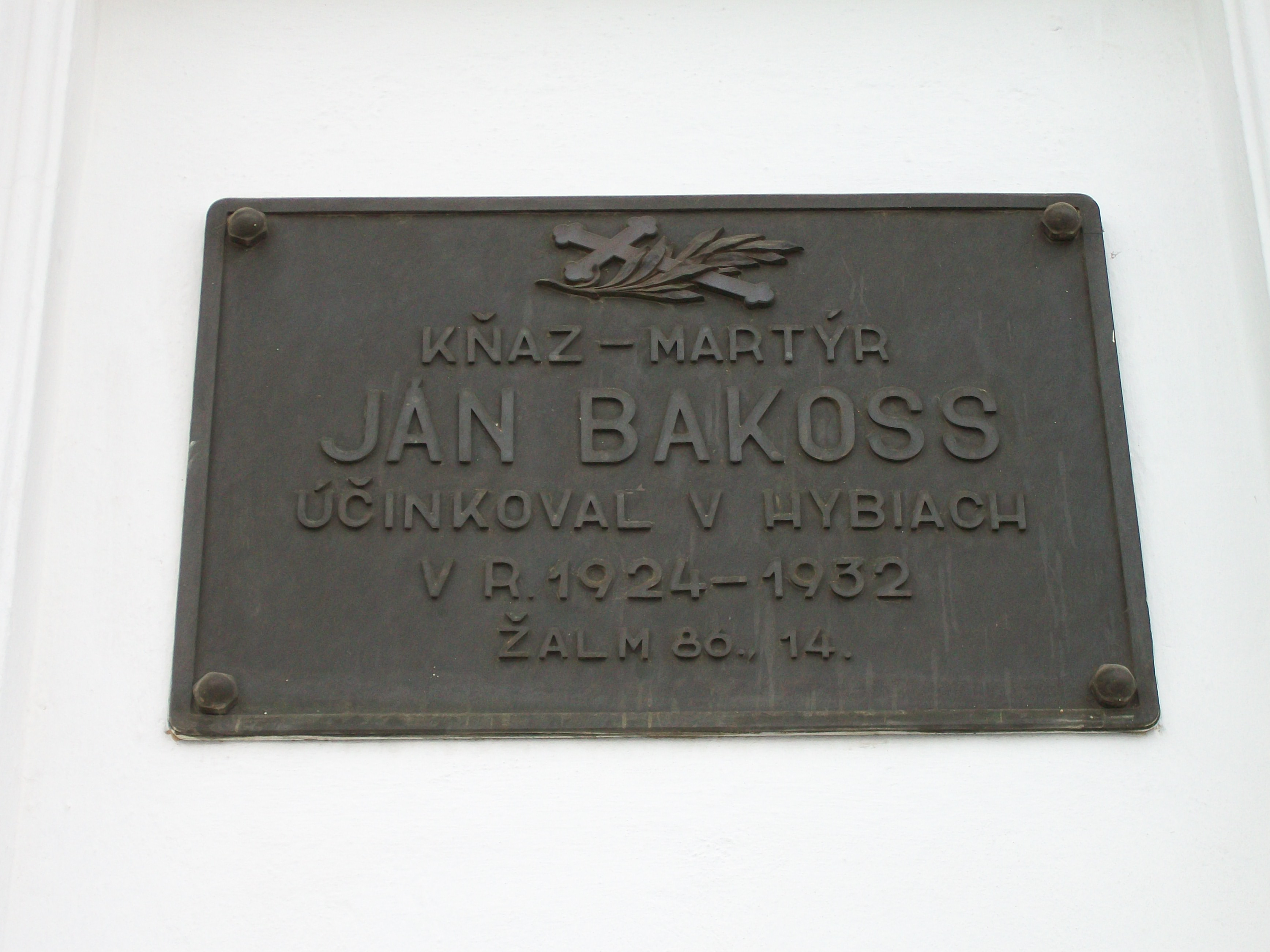
Ján Bakoss
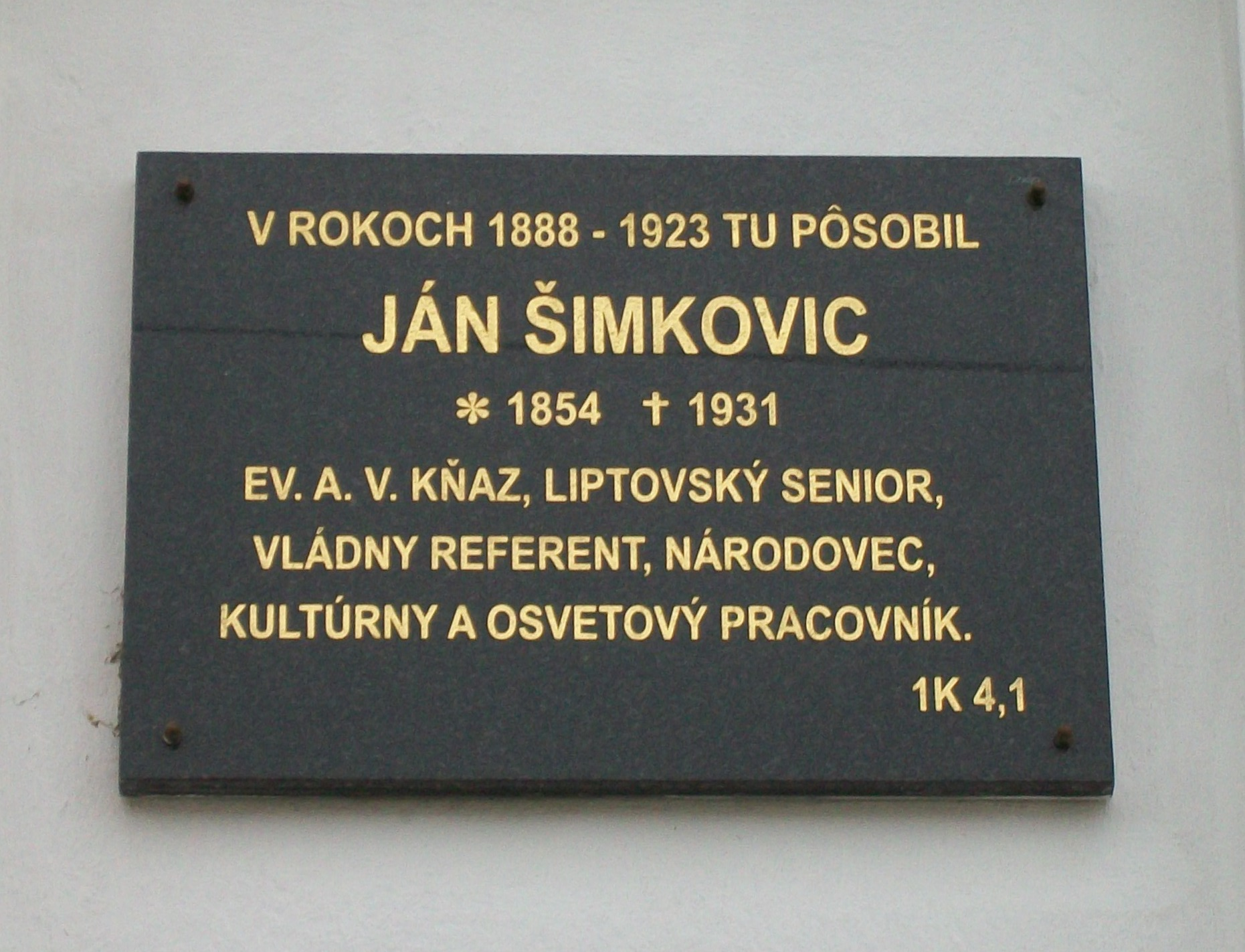
Ján Šimkovic
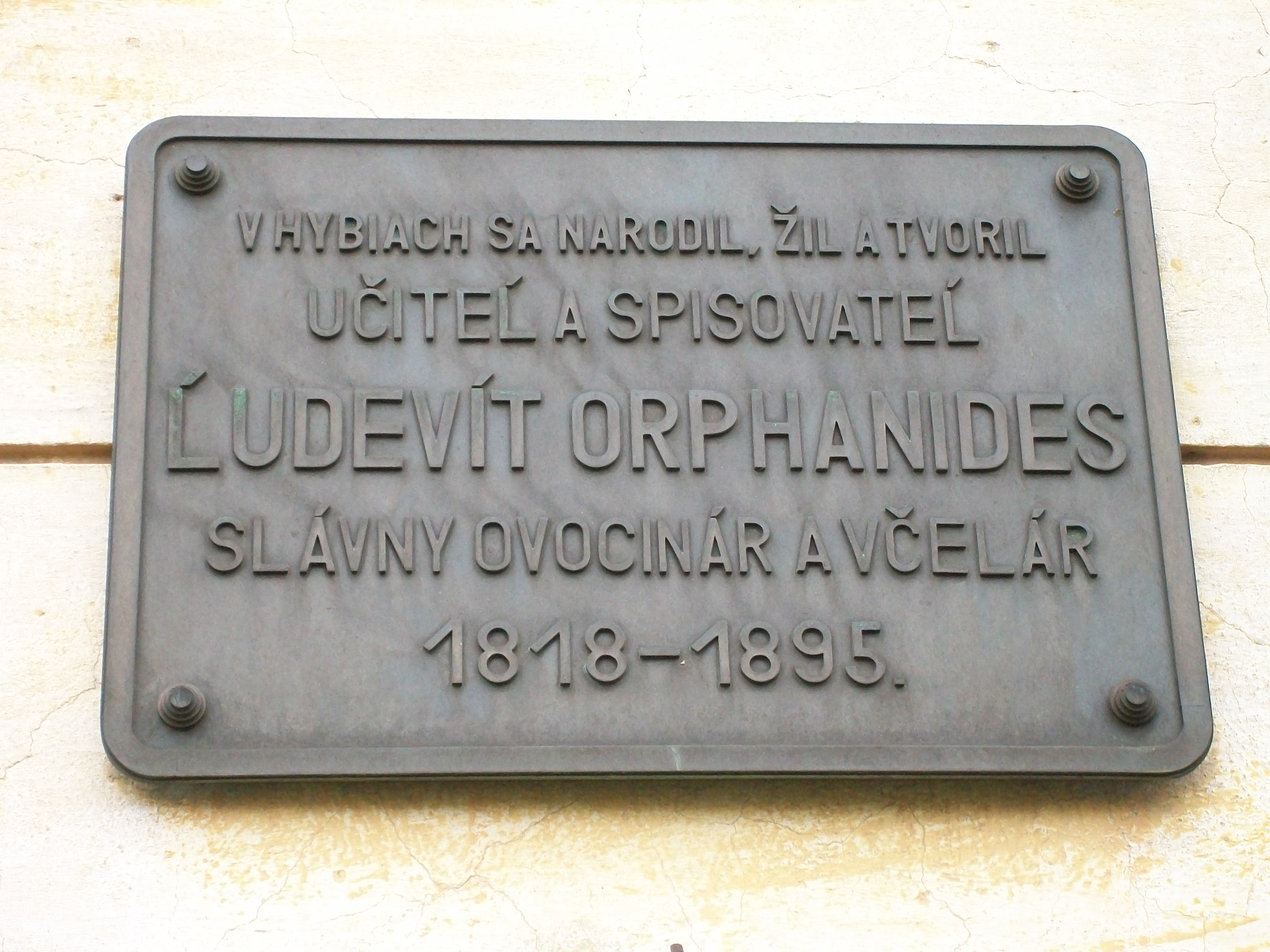
Ľudevít Orphanides